# Wake Me When It's Over
Wake Me When It's Over is een Amerikaanse filmkomedie uit 1960 onder regie van Mervyn LeRoy. De film werd destijds uitgebracht in Nederland onder de titel Op ieder matje een ander schatje.

## Verhaal
Kapitein Charlie Stark wordt met zijn mannen gestationeerd op een afgelegen Japans eiland. Gus Brubaker wordt per abuis overgeplaatst naar hetzelfde eiland. Hij bouwt er een hotel en hij laat dat exploiteren door Japanse meisjes. Wanneer de legerstaf ontdekt dat de manschappen op het eiland wel erg veel schik hebben, wordt Brubaker voor de krijgsraad gedaagd. Kapitein Stark wil hem graag uit de nood helpen.

## Rolverdeling
| Acteur          | Personage                    |
| --------------- | ---------------------------- |
| Ernie Kovacs    | Kapitein Charlie Stark       |
| Dick Shawn      | Gus Brubaker                 |
| Margo Moore     | Luitenant Nora McKay         |
| Jack Warden     | Kapitein Dave Farrington     |
| Nobu McCarthy   | Ume Tanaka                   |
| Don Knotts      | Sergeant Percy Warren        |
| Robert Strauss  | Sergeant Sam Weiscoff        |
| Noreen Nash     | Marge Brubaker               |
| Parley Baer     | Kolonel Archie Hollingsworth |
| Robert Emhardt  | Joab Martinson               |
| Marvin Kaplan   | Hap Cosgrove                 |
| Tommy Nishimura | Jim Harigawa                 |
| Raymond Bailey  | Generaal Weigang             |
| Robert Burton   | Kolonel Dowling              |
| Frank Behrens   | Majoor Bigelow               |